# Гордон Гейворд
Гордон Деніел Гейворд (англ. Gordon Daniel Hayward, нар. 23 березня 1990, Індіанаполіс, США) — американський професіональний баскетболіст, легкий форвард команди НБА «Шарлотт Горнетс». Гравець національної збірної США.

## Ігрова кар'єра

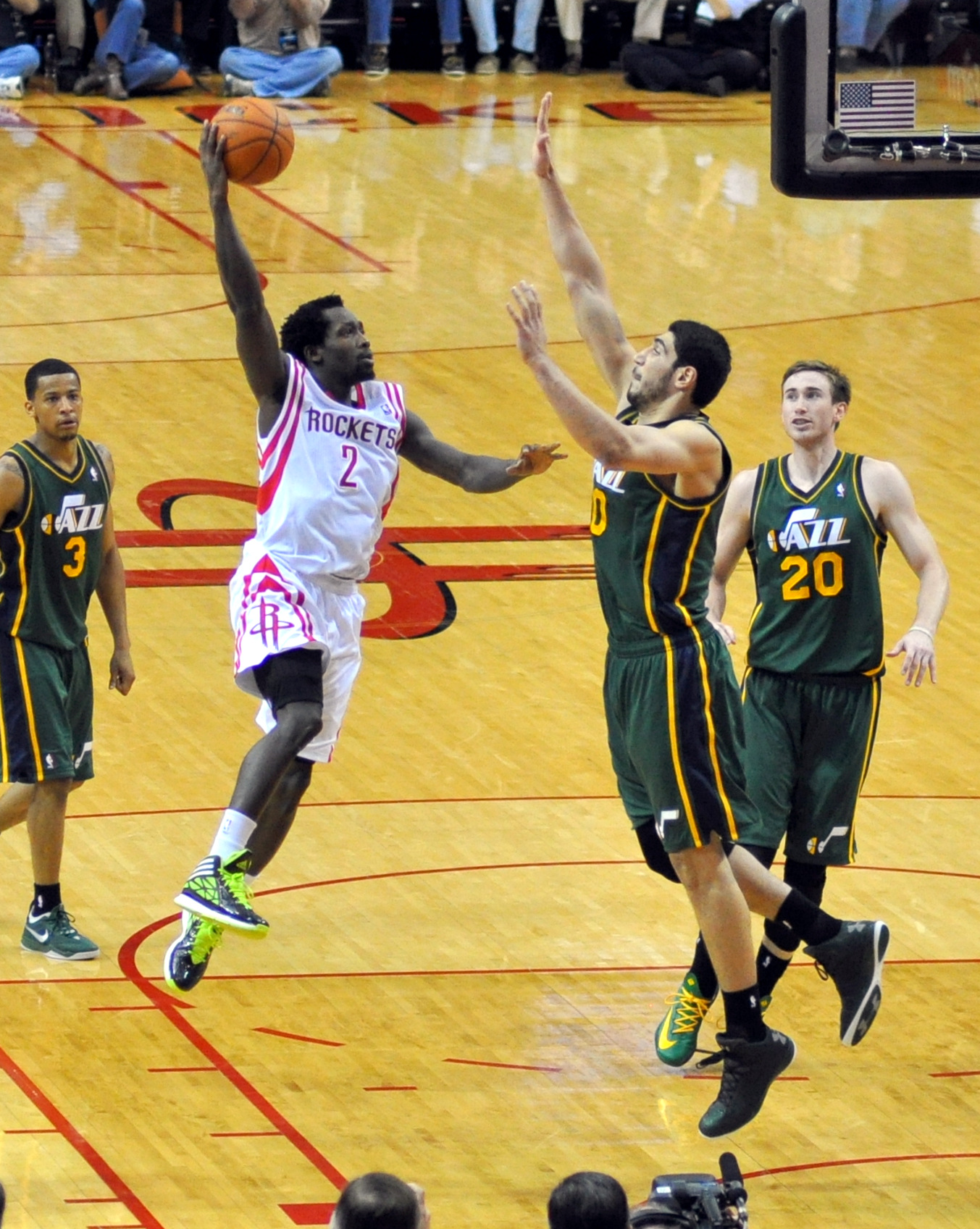
Трей Берк, Патрік Беверлі, Енес Кантер та Гейворд

Починав грати у баскетбол у команді Браунсбурзької старшої школи (Браунсбург, Індіана), яку 2008 року привів до чемпіонства штату, забивши переможний кидок з сиреною у фінальному матчі. У школі також грав у теніс, як в одиночному розряді так і в парному — разом із сестрою Гезер. По закінченні школи мав скаутські профілі на баскетбольних та тенісних ресурсах. Отримав пропозиції на спортивну стипендію від трьох університетів, вибравши Університет Батлера. Таким чином на університетському рівні грав за команду Батлер Бульдогс (2008—2010). 2009 року був визнаний найкращим новачком конференції Horizon League, а 2010 року — її найкращим гравцем. Того ж року допоміг команді дійти до фіналу NCAA, проте Батлер програв Дюку.
2010 року був обраний у першому раунді драфту НБА під загальним 9-м номером командою «Юта Джаз». Захищав кольори команди з Юти протягом наступних 7 сезонів. У своєму дебютному сезоні в лізі набирав 5,4 очка за гру. Взимку 2012 року взяв участь у матчі молодих зірок на зірковому вікенді.
7 січня 2014 року провів найрезультативніший матч у кар'єрі, набравши 37 очок проти «Оклахома-Сіті Тандер».
Взимку 2017 року вперше взяв участь у матчі всіх зірок, зігравши за команду Заходу. 7 квітня 2017 року оновив свій рекорд результативності, набравши 39 очок у матчі проти «Міннесота Тімбервулвз». 21 квітня у матчі плей-оф проти «Лос-Анджелес Кліпперс» забив 40 очок. Допоміг команді пройти «Кліпперс», проти у другому раунді «Юта» вилетіла від «Голден Стейт Ворріорз».
14 липня 2017 року став гравцем «Бостон Селтікс», підписавши контракт на чотири роки на суму 128 млн доларів. 17 жовтня 2017 року зігравши 5 хвилин у своєму дебютному матчі за «Бостон», зламав ногу та вибув до кінця сезону.
16 жовтня 2018 року вперше зіграв після травми, набравши 10 очок та 5 підбирань у матчі проти «Філадельфії». Гейворд в більшості матчів виходив на заміну, все ще відновлюючи свою гру після травми. Найрезультативнішу гру сезону провів 2 січня 2019 року проти «Міннесоти», набравши 35 очок. У плей-оф допоміг пройти «Індіану» в першому раунді, проте в другому раунді «Бостон» вилетів від Мілвокі Бакс.
Наступного року повторив свій рекорд результативності, набравши 39 очок в матчі проти «Клівленда». Допоміг команді дійти до Фіналу Східної конференції, де «Бостон» програв «Маямі Гіт».
29 листопада підписав новий контракт з «Бостоном» на чотири роки на суму 120 млн доларів, а згодом був обміняний до «Шарлотт Горнетс». 23 грудня Гейворд дебютував за свою нову команду в матчі проти «Клівленда», набравши 28 очок. 6 січня 2021 року набрав 44 очки в матчі проти «Атланти».

## Статистика виступів в НБА

### Регулярний сезон
| Сезон            | Команда          | GP  | GS  | MPG  | FG%  | 3P%  | FT%  | RPG | APG | SPG | BPG | PPG  |
| ---------------- | ---------------- | --- | --- | ---- | ---- | ---- | ---- | --- | --- | --- | --- | ---- |
| 2010–11          | Юта              | 72  | 17  | 16.9 | .485 | .473 | .711 | 1.9 | 1.1 | .4  | .3  | 5.4  |
| 2011–12          | Юта              | 66  | 58  | 30.5 | .456 | .346 | .832 | 3.5 | 3.1 | .8  | .6  | 11.8 |
| 2012–13          | Юта              | 72  | 27  | 29.2 | .435 | .415 | .827 | 3.1 | 3.0 | .8  | .5  | 14.1 |
| 2013–14          | Юта              | 77  | 77  | 36.4 | .413 | .304 | .816 | 5.1 | 5.2 | 1.4 | .5  | 16.2 |
| 2014–15          | Юта              | 76  | 76  | 34.4 | .445 | .364 | .812 | 4.9 | 4.1 | 1.4 | .4  | 19.3 |
| 2015–16          | Юта              | 80  | 80  | 36.2 | .433 | .349 | .824 | 5.0 | 3.7 | 1.2 | .3  | 19.7 |
| 2016–17          | Юта              | 73  | 73  | 34.5 | .471 | .398 | .844 | 5.4 | 3.5 | 1.0 | .3  | 21.9 |
| 2017–18          | Бостон           | 1   | 1   | 5.0  | .500 | .000 | .000 | 1.0 | .0  | .0  | .0  | 2.0  |
| 2018–19          | Бостон           | 72  | 18  | 25.6 | .466 | .333 | .834 | 4.5 | 3.4 | .9  | .3  | 11.5 |
| 2019–20          | Бостон           | 52  | 52  | 33.5 | .500 | .383 | .855 | 6.7 | 4.1 | .7  | .4  | 17.5 |
| 2020–21          | Шарлотт          | 44  | 44  | 34.0 | .473 | .415 | .843 | 5.9 | 4.1 | 1.2 | .3  | 19.6 |
| 2021–22          | Шарлотт          | 49  | 48  | 31.9 | .459 | .391 | .846 | 4.6 | 3.6 | 1.0 | .4  | 15.9 |
| Кар'єра          | Кар'єра          | 734 | 571 | 31.1 | .453 | .371 | .826 | 4.5 | 3.5 | 1.0 | .4  | 15.6 |
| Матчі усіх зірок | Матчі усіх зірок | 1   | 0   | 17.3 | .571 | .000 | —    | 1.0 | 2.0 | 4.0 | .0  | 8.0  |

### Плей-оф
| Сезон   | Команда | GP | GS | MPG  | FG%  | 3P%  | FT%   | RPG | APG | SPG | BPG | PPG  |
| ------- | ------- | -- | -- | ---- | ---- | ---- | ----- | --- | --- | --- | --- | ---- |
| 2011–12 | Юта     | 4  | 4  | 30.6 | .182 | .083 | 1.000 | 2.8 | 3.0 | .8  | .0  | 7.3  |
| 2016–17 | Юта     | 11 | 11 | 37.3 | .441 | .412 | .934  | 6.1 | 3.4 | .9  | .3  | 24.1 |
| 2018–19 | Бостон  | 9  | 0  | 29.7 | .414 | .375 | 1.000 | 3.7 | 2.4 | .7  | .3  | 9.6  |
| 2019–20 | Бостон  | 5  | 1  | 31.4 | .400 | .292 | .875  | 4.0 | 2.8 | 1.4 | .4  | 10.8 |
| Кар'єра | Кар'єра | 29 | 16 | 43.0 | .325 | .352 | .950  | 4.6 | 2.9 | .9  | .3  | 15.0 |